# Arminas
Arminas ist ein litauischer männlicher Vorname, abgeleitet von Armin.

## Namensträger
- Arminas Narbekovas (*  1965),  litauischer Fußballspieler und -trainer
- Arminas Lydeka (* 1968), litauischer Politiker